# Franco Colapinto
Franco Alejandro Colapinto (n. 27 mai 2003, Pilar⁠(d), Buenos Aires, Argentina) este un pilot de curse auto argentinian care a concurat cel mai recent în Campionatul Mondial de Formula 1 din 2024 pentru Williams.

## Biografie
Născut și crescut în Pilar, Buenos Aires, Colapinto a început competițiile de carting la vârsta de nouă ani, câștigând mai multe campionate regionale și naționale. Trecând la formulele de juniori în 2018, Colapinto a câștigat primul său titlu în Campionatul Spaniol de F4 din 2019 cu Drivex. El a terminat apoi pe locul al treilea în Formula Renault Eurocup și Toyota Racing Series în 2020. Colapinto a trecut la cursele de anduranță în 2021, concurând în Campionatul Mondial de Anduranță FIA, Seria europeană Le Mans și Seria asiatică Le Mans pentru G-Drive. Colapinto a progresat la Formula 3 FIA în 2022, terminând pe locul patru în sezonul următor cu MP și trecând la Formula 2.
Membru al Academiei de piloți Williams din 2023, Colapinto și-a făcut debutul în Formula 1 cu Williams la Marele Premiu al Italiei din 2024, înlocuindu-l pe Logan Sargeant pentru restul sezonului 2024 ca interimar pentru viitorul pilot al echipei din 2025 Carlos Sainz Jr. Odată cu debutul său, el a devenit primul pilot argentinian care concurează în Formula 1 de la Gastón Mazzacane în 2001. Colapinto a obținut prima sa clasare în puncte la Marele Premiu al Azerbaidjanului.

## Palmaresul complet în Formula 1
| Legendă      | Legendă                                                |
| Culoare      | Rezultat                                               |
| ------------ | ------------------------------------------------------ |
| Auriu        | Câștigător                                             |
| Argintiu     | Locul 2                                                |
| Bronz        | Locul 3                                                |
| Verde        | Alte locuri care punctează                             |
| Albastru     | Alte locuri                                            |
| Albastru     | Nu s-a clasat, dar a terminat cursa (NC)               |
| Purpuriu     | A abandonat cursa (Ab)                                 |
| Negru        | Descalificat (DSC)                                     |
| Alb          | Nu a luat startul (NS)                                 |
| Roșu         | Nu s-a calificat (NSC)                                 |
| Fără culoare | Retras înainte de calificări (Ret)                     |
| Fără culoare | Exclus (EX)                                            |
| Fără culoare | Nu a participat (celulă goală)                         |
| Adnotare     | Însemnătate                                            |
| P            | Pole position                                          |
| R            | Cel mai rapid tur                                      |
| 1            | Poziția finală în cursa sprint                         |
| *            | Nu a terminat, dar a parcurs mai mult de 90% din cursă |

| Sezon | Echipă   | Șasiu | Motor                       | 1   | 2   | 3   | 4   | 5   | 6   | 7   | 8   | 9   | 10  | 11  | 12  | 13  | 14  | 15  | 16     | 17    | 18     | 19     | 20     | 21     | 22     | 23     | 24     | Poz. | Puncte |
| ----- | -------- | ----- | --------------------------- | --- | --- | --- | --- | --- | --- | --- | --- | --- | --- | --- | --- | --- | --- | --- | ------ | ----- | ------ | ------ | ------ | ------ | ------ | ------ | ------ | ---- | ------ |
| 2024  | Williams | FW46  | Mercedes-AMG F1 M15 1,6 V6t | BHR | SAU | AUS | JPN | CHN | MIA | EMR | MCO | CAN | ESP | AUT | GBR | HUN | BEL | NLD | ITA 12 | AZE 8 | SGP 11 | USA 10 | CMX 12 | SAP Ab | LVG 14 | QAT Ab | ABU Ab | 19   | 5      |

## Legături externe
- Materiale media legate de Franco Colapinto la Wikimedia Commons
- Franco Colapinto sumarul carierei pe DriverDB.com